# Brasil Ladies Cup de 2024
Brasil Ladies Cup de 2024 foi a quarta edição do torneio amistoso de futebol feminino, organizado pela Federação Internacional de Football Soccer Society (FIFOS) em parceria com a Federação Paulista de Futebol (FPF), e foi realizado entre 15 e 22 de dezembro de 2024.

## Formato e participantes
Assim como nas edições anteriores, o formato teve as oito equipes participantes divididas em dois grupos (A e B), sendo a final entre o primeiro colocado de cada grupo.
Os participantes foram: Athletico Paranaense, Avaí/Kindermann, Bahia, Grêmio, Sport, Seleção Paraguaia, Pumas, do México e River Plate, da Argentina.

## Primeira fase

### Grupo A
| Pos | Equipe          | Pts | J | V | E | D | GP | GC | SG | Classificado              |
| --- | --------------- | --- | - | - | - | - | -- | -- | -- | ------------------------- |
| 1   | Bahia           | 7   | 3 | 2 | 1 | 0 | 4  | 2  | +2 | Classificado para a final |
| 2   | Paraguai        | 6   | 3 | 2 | 0 | 1 | 5  | 2  | +3 |                           |
| 3   | Pumas           | 4   | 3 | 1 | 1 | 1 | 6  | 6  | 0  |                           |
| 4   | Avaí/Kindermann | 0   | 3 | 0 | 0 | 3 | 3  | 8  | −5 |                           |

#### Partidas
Todas as partidas seguiram o horário oficial de Brasília (UTC−3).
Primeira rodada
| 15 de dezembro | Avaí/Kindermann | 0 – 2     | Paraguai | São Paulo        |  |
| 17:00          |                 | Soccerway |          | Estádio: Canindé |  |

| 15 de dezembro | Pumas | 1 – 1     | Bahia | São Paulo        |  |
| 20:30          |       | Soccerway |       | Estádio: Canindé |  |

Segunda rodada
| 17 de dezembro | Bahia | 2 – 1        | Avaí/Kindermann | São Paulo        |  |
| 16:00          |       | Soccerway ge |                 | Estádio: Canindé |  |

| 17 de dezembro | Paraguai | 3 – 1     | Pumas | São Paulo        |  |
| 20:00          |          | Soccerway |       | Estádio: Canindé |  |

Terceira rodada
| 19 de dezembro | Pumas | 4 – 2     | Avaí/Kindermann | São Paulo        |  |
| 16:00          |       | Soccerway |                 | Estádio: Canindé |  |

| 19 de dezembro | Bahia | 1 – 0     | Paraguai | São Paulo        |  |
| 20:00          |       | Soccerway |          | Estádio: Canindé |  |

### Grupo B
| Pos | Equipe               | Pts | J | V | E | D | GP | GC | SG | Classificado              |
| --- | -------------------- | --- | - | - | - | - | -- | -- | -- | ------------------------- |
| 1   | Grêmio               | 7   | 3 | 2 | 1 | 0 | 6  | 0  | +6 | Classificado para a final |
| 2   | Athletico Paranaense | 4   | 3 | 1 | 1 | 1 | 4  | 6  | −2 |                           |
| 3   | Sport                | 2   | 3 | 0 | 2 | 1 | 1  | 2  | −1 |                           |
| 4   | River Plate          | 2   | 3 | 0 | 2 | 1 | 2  | 5  | −3 |                           |

#### Partidas
Todas as partidas seguiram o horário oficial de Brasília (UTC−3).
Primeira rodada
| 16 de dezembro | Grêmio | 0 – 0        | Sport | São Paulo        |  |
| 16:00          |        | Soccerway ge |       | Estádio: Canindé |  |

| 16 de dezembro | River Plate | 2 – 2        | Athletico Paranaense | São Paulo        |  |
| 20:00          |             | Soccerway ge |                      | Estádio: Canindé |  |

Segunda rodada
| 18 de dezembro | Sport | 0 – 0     | River Plate | São Paulo        |  |
| 16:00          |       | Soccerway |             | Estádio: Canindé |  |

| 18 de dezembro | Athletico Paranaense | 0 – 3        | Grêmio | São Paulo        |  |
| 20:00          |                      | Soccerway ge |        | Estádio: Canindé |  |

Terceira rodada
| 20 de dezembro | Athletico Paranaense | 2 – 1        | Sport | São Paulo        |  |
| 16:00          |                      | Soccerway ge |       | Estádio: Canindé |  |

| 20 de dezembro | River Plate | 0 – 3        | Grêmio | São Paulo        |  |
| 20:00          |             | Soccerway ge |        | Estádio: Canindé |  |

## Final
| 22 de dezembro | Bahia       | 1 – 1        | Grêmio         | Canindé, São Paulo |
| 16:00          | Kaiuska 65' | Soccerway ge | Maria Dias 20' |                    |

|                                                           |     | Penalidades                                                   |  |
| Mila Santos Ángela Gómez Tchula Kamile Loirão Ju Oliveira | 1–2 | Rita Bove Dayana Rodríguez Raquel Fernandes Shashá Rafa Levis |  |

## Premiação
| Brasil Ladies Cup de 2024   |
| Brasil                      |
| --------------------------- |
| GRÊMIO Campeão (1.º título) |